# Склют Йосип Самойлович
Йосип Самойлович Склют (1910–1985) — радянський драматург, кіносценарист.

## Біографія
Народився у Білопіллі. Закінчив режисерський факультет ВДІКу (1934). З 1932 року працює в кіно, пише сценарії для науково-популярних, документальних, художніх фільмів.

## Фільмографія

### Мультиплікація
1. 1932: Блек енд уайт (Біле і чорне) / Блэк энд уайт — сценарист
2. 1935: Сон в літню ніч / Сон в летнюю ночь — сценарист
3. 1937: Заповіт (Заповіт пса-худібки) / Завещание пса-скотинки — режисер
4. 1937: Улюбленець публіки Любимец публики — сценарист
5. 1938: Маленький-удаленький / Маленький-удаленький — сценарист
6. 1940: Улюблені герої / Любимые герои — сценарист

### Художні фільми
1. 1939: Дівчина з характером / Девушка с характером — (спільно з Геннадієм Фишем)
2. 1942: Бойовий кінозбірник № 8 / Боевой киносборник № 8
3. 1942: Бойовий кінозбірник № 11 / Боевой киносборник № 11
4. 1942: Музичний кінозбірник / Музыкальный киносборник (2 новела «Відкриття сезону», спільно з Борисом Ласкіним), режисер — Володимир Шмідтгоф
5. 1942: Новела «Останній хрестоносець» у фільмі «Швейк готується до бою»
6. 1943: Зниклий безвісти / Пропавший без вести («Рідні береги», спільно з Борисом Ласкіним), режисер — Володимир Браун

### Документальні фільми
1. 1953: Зірки зустрічаються в Москві / Звёзды встречаются в Москве

1. ↑  Person Profile // Internet Movie Database — 1990.